# Дорога на Веллвилл
«Дорога на Веллвилл» — кинофильм.

## Сюжет
Комедия, повествующая о буднях санатория начала XX века, основанного предприимчивым и энергичным доктором Келлогом (персонаж Энтони Хопкинса).
Молодожёны Элеонор (Бриджит Фонда) и Уильям Лайтбоди (Мэттью Бродерик) (по настоянию сознательной Элеонор) попадают в лечебницу эксцентричного доктора Келлога в Веллвилле, где, наряду с другими пациентами, подвергаются интенсивному оздоровлению. В арсенале лечебницы — систематические клизмы, водные процедуры с электротоком, а также отвратительная субстанция из кукурузной муки, которой пичкают пациентов (компенсируя отсутствие животной пищи).
Особым сюрпризом для Уильяма становится ограничение такого опасного для здоровья фактора, как половая жизнь. Молодых супругов ждут пикантные приключения прямо под носом аскетически настроенного доктора.
Параллельно основному сюжету развивается линия Чарльза Оссининга, который на деньги своей тётушки пытается создать в Веллвилле предприятие по производству кукурузных хлопьев. В чём ему помогает весьма сомнительный партнер по бизнесу Бендер и приёмный сын Келлога, у которого с детства сложились непростые отношения с отцом.
Под прицелом сатиры создателей фильма — увлечение жителей США конца XIX — начала XX века новомодными оздоровительными методиками. В основе сюжета — одноимённая книга, написанная американским писателем Т. Корагессаном Бойлом.

## В ролях
| Актёр           | Роль                     |
| --------------- | ------------------------ |
| Энтони Хопкинс  | доктор Джон Харви Келлог |
| Бриджит Фонда   | Элеонор Лайтбоди         |
| Мэттью Бродерик | Уильям Лайтбоди          |
| Джон Кьюсак     | Чарльз Оссининг          |
| Дэна Карви      | Джордж Келлог            |
| Майкл Лернер    | Гудло Бендер             |
| Колм Мини       | доктор Лайонел Баджер    |
| Джон Невилл     | Эндимион Харт-Джонс      |
| Лара Флинн Бойл | Ида Мюнц                 |
| Трейси Линд     | сестра Айрин Грейвс      |
| Кэмрин Мангейм  | Вирджиния Крейнхилл      |